# Crionics
Crionics é uma banda de blackened death metal formada na Cracóvia, Polônia em 1997.

## História

### Primórdios (1997–1998)
Crionics foi formado em janeiro de 1997, na cidade de Cracóvia, Polônia. A primeira formação até então era Waran (vocal, guitarra), Yanuary (guitarra), Marcotic (baixo) e Carol (bateria). Seu objetivo era tocar músicas rápidas com influências de metal melódico. Um ano depois da banda formada, eles gravaram cinco músicas para um demo. Esta gravação nunca foi lançada devida sua má produção. Cerca de seis meses depois a banda decidiu gravar uma nova demo com quatro músicas intituladas simplesmente como Demo 98 que incluía uma cover do Emperor – "I Am the Black Wizards". Devido à má condição do equipamento utilizado não era exatamente uma gravação perfeita, mas a banda decidiu promovê-la assim mesmo. Eles tocaram em alguns shows e começou à procura por um tecladista com o propósito de elevar o nível das composições. Vac-V foi quem, segundo a banda melhor se encaixou tornando as músicas mais completas e interessantes nos shows.

### Beyond the Blazing Horizon (1999–2001)
No segundo semestre de 1999 Yanuary deixou a banda devido a motivos pessoais e musicais. Nas guitarras assume Bielmo que também contribuiu para a gravação de Beyond the Blazing Horizon que foi improvisado num estúdio amador. Demonic Records lançou este demo de 20 minutos como MCD, em 2000. Este registro está agora disponível num CD-R a partir da própria banda, uma vez que Demonic Records já não existe mais.
No final de 2000, Carol (baterista) deixou a banda, e depois de alguns meses a procura por um substituto, a banda encontrou Darkside que no momento tocava com outra banda da Polônia, Tromsnar. Em Agosto de 2001, Bielmo (guitarras) foi quem deixou a banda.

### Human Error: Ways to Selfdestruction (2002–2003)
No início de 2002, após um breve hiato a banda tocou em alguns shows locais. Antes do fim do Verão a banda já tinha escrito novas composições e assinou um contrato para o seu álbum de estréia com a gravadora Empire Records. O material foi gravado no estúdio Hertz, no período de 12 a 23 de Agosto de 2002, com o título de Human Error: Ways to Selfdestruction. A banda também gravou uma cover do Carpathian Forest – "Carpathian Forest". Crionics tocou em sua primeira turnê com bandas como Behemoth, Darkane e Frontside (Here and Beyond Polish Tour) e foram ajudados pelo ex-membro Yanuary que retornou assumindo as funções de um segundo guitarrista no palco.
O ano de 2003 trouxe shows e festivais onde à banda pode promover seu primeiro álbum. O evento mais importante foi o Metalmania 2003. Festival ocorrido em março, com um público de 5000 pessoas, quando a banda tocou no segundo palco, este mesmo festival incluia Samael, Marduk, Saxon e Opeth como atrações principais. Outros shows foram Hell Fest 2003, Inferno Metal Fest 2003, além de outras pequenas turnês locais.
No final de 2003 a banda assinou um importante contrato com a Candlelight Records. O selo representa Crionics fora da Polônia, pois, Empire Records cuida dos trabalhos em seu país natal.

### Armageddon's Evolution (2004–2006)
O álbum Human Error: Ways to Selfdestruction e relançado em todo mundo no dia 25 de março de 2004, com uma faixa bônus, cover do Carpathian Forest.
No início de 2004, Crionics estava pronto para lançar seu novo álbum, intitulado Armageddon's Evolution. As sessões de gravação foram divididas entre Lynx estúdio (onde a maior parte dos instrumentos foram gravados) e Hertz estúdio (bateria, mixagem e masterização do álbum), em julho. A revista Friedhof Online Extreme Music Magazine da Espanha elegeu Armageddon's Evolution como um dos melhores álbuns de 2005.
Após dois anos do lançamento de Armageddon's Evolution, Crionics começa a trabalhar em seu sucessor. No final de outubro, a banda planeja para iniciar as gravações no estúdio ZED Olkusz. Tomasz Zalewski que já havia trabalhado nos álbuns de Thy Disease, Totem, Horrorscope e muitos outros é escolhido para ser o produtor.

### Neuthrone (2007–atualmente)
Finalizada as gravações que decorreram desde novembro até janeiro de 2007, Cronics lança o novo álbum de estúdio intitulado Neuthrone pela gravadora Candlelight Records.
Em seguida a aquele mesmo ano a banda participa da turnê Rebel Angels Tour 2007, na Polônia, ao lado de bandas Hate, Darzamat e Sammath Naur, foram 10 concertos em maio de 2007, nas maiores cidades polonesas, para promover o álbum Neuthrone.

## Membros

### Formação atual
- Przemyslaw "Quazarre " Olbryt – vocal, guitarra (2008-)
- Dariusz "Yanuary" Styczeń – guitarra (1997-)
- Paweł "Paul" Jaroszewicz – bateria (2008-)
- Wacław "Vac-V" Borowiec – sintetizador (1997-)
- Rafał "Brovar" Brauer – baixo (2008-)

### Ex-integrantes
- Michał "War-A.N" Skotniczny – guitarra, vocal (1997-2008)
- Bartosz "Bielmo" Bielewicz – guitarra (1999-2001)
- Maciej "Carol" Zięba – bateria (1997-2000)
- Maciej "Darkside" Kowalski – bateria (2000-2008)
- Markus "Marcotic" Kopa – baixo (1997-2004)

### Artistas convidados
- Dariusz "Daray" Brzozowski – bateria (2005)
- Łukasz "Lucass" Krzesiewicz – bateria (2010)
- James Stewart – bateria (2010)
- Konrad "Destroyer" Ramotowski – baixo, vocal (2004-2007)
- Filip "Heinrich" Hałucha – baixo (2007)

## Discografia

### Álbuns de estúdio
- Human Error: Ways to Selfdestruction (2002)
- Armageddon's Evolution (2004)
- Neuthrone (2007)

### EP
- Beyond the Blazing Horizon (2000)